# Missione Goldfinger (romanzo)
Missione Goldfinger (Goldfinger, 1959) è un romanzo di Ian Fleming, settimo della serie dedicata a James Bond.
Il romanzo è stato successivamente ripubblicato da Adelphi nel 2017 con il titolo di Goldfinger, attenendosi maggiormente a quello originale.

## Trama
All'aeroporto di Miami, James Bond è avvicinato da Junius du Pont, uno dei giocatori che erano al tavolo del Casinò Royale. L'uomo ha perso venticinquemila dollari in una  partita di canasta contro un suo avversario abituale, Auric Goldfinger, che sospetta essere un baro. James Bond può permettersi una giornata di riposo prima di tornare a Londra e acconsente a osservare una loro partita.
Il giorno dopo, sulla terrazza del Cabana Club, du Pont presenta Bond a Goldfinger come un imprenditore del metano giunto a Miami per offrirgli un affare. Bond si apparta, fingendo di leggere il giornale, mentre i due iniziano la partita. Goldfinger continua a vincere, ma Bond si accorge che la stanza in cui l'uomo alloggia nell'albergo è proprio sopra di loro e gode di un'ottima vista sulla terrazza. Piega il giornale e saluta i due giocatori per rientrare in hotel. Invece di andare nella sua stanza, entra in quella di Goldfinger trovandovi Jill Masterton, la sua segretaria, che con cannocchiale e trasmettitore segnala le carte di du Pont al suo capo, che la ascolta da un auricolare. Bond si appropria del trasmettitore e ordina a Goldfinger di iniziare a perdere per restituire la somma frodata a du Pont.
Una settimana dopo, James Bond partecipa a una riunione con il colonnello Smither alla Banca d'Inghilterra. Il capo del reparto ricerche rivela un pericoloso traffico di lingotti d'oro con l'India, che si sospetta gestito da Goldfinger. 007 si reca al campo da golf Royal St. Marks di Sandwich nella speranza di incontrarlo. Lo trova insieme al suo aiutante Oddjob e lo sfida a una partita di golf. Auric Goldfinger cerca nuovamente di barare, ma Bond se ne accorge e lo batte, vincendogli cinquemila sterline. La sera Goldfinger lo invita nella sua villa.
Nella villa, 007 fa conoscenza con la servitù coreana. Approfittando di una telefonata d'affari del magnate, l'agente segreto passeggia tra le stanze, scopre un dossier dedicato a lui e assiste a degli strani movimenti attorno a una Rolls-Royce. La serata termina con una spaventosa prova di forza di Oddjob, messa in scena per impressionare Bond. Il giorno dopo 007 segue la Rolls Royce attraverso la Francia fino in Svizzera. Dalle parti di Ginevra, Bond si accorge di essere a sua volta seguito da una donna: è Tilly Masterton, la sorella di Jill, che vuole assassinare Goldfinger per vendicare la sorella uccisa per soffocamento della pelle, totalmente ricoperta d'oro.
I due sono scoperti da Oddjob e l'agente viene torturato da Goldfinger, che però non lo uccide: decide di portarlo con sé negli Stati Uniti per sfruttare le sue doti nel discernere le persone. Bond e Tilly acconsentono a lavorare per Goldfinger e preparano una riunione a New York con i più importanti gangster della malavita americana. Durante l'incontro, Goldfinger presenta il suo piano per svaligiare Fort Knox. Bond deve individuare eventuali traditori: compie il suo ruolo alla perfezione, consentendo a Oddjob di eliminare uno dei gangster che si defila dalla riunione.
Tra le reclute di Goldfinger c'è Pussy Galore, un'ex trapezista a capo di una banda di donne che si vociferano lesbiche, le quali avranno il compito di simulare una missione di soccorso. 007, intenzionato a far fallire il piano di Goldfinger, riesce a contattare Felix Leiter. Il magnate riesce in un primo momento a scappare, ma grazie all'inaspettato aiuto di Pussy Bond riesce a scovarlo e dopo una breve lotta a bordo di un aereo anche a strangolarlo, uccidendolo. Al termine dell'avventura, per mettere a dura prova la presunta omosessualità di Pussy Galore, assapora le sue labbra.

### Personaggi principali
- James Bond
- Auric Goldfinger, ricco inglese, sospettato di traffico d'oro
- Jill Masterton, segretaria di Goldfinger
- Tilly Masterton, sorella di Jill
- Oddjob, autista e aiutante di Goldfinger
- Helmut M. Springer, Jed Midnight, Billy ghigno Ring, Jack Strap, Mr. Solo e Pussy Galore, gangster
- colonnello Smither, capo del reparto ricerche della Banca d'Inghilterra
- Felix Leiter, agente della CIA

## Edizioni
- Ian Fleming, Missione Goldfinger, traduzione di Silvia Lalia Verpelli, Tea Due, 1997.
- Ian Fleming, Goldfinger, a cura di Massimo Bocchiola, traduzione di Matteo Codignola, Adelphi, 2017.

## Adattamenti cinematografici
- Agente 007 - Missione Goldfinger, regia di Guy Hamilton (1964)